# 劉用中
劉用中（1460年—1540年），字道行，四川敘州府富順縣人，民籍，治《詩經》，明朝政治人物。

## 生平
成化二十二年丙午科（1486年）四川鄉試第二名舉人。弘治九年（1496年）中式丙辰科會試第一百三十五名，二甲第六十名進士。授户部主事。
歷官戶部員外郎，正德元年（1506年）六月升山東按察司僉事，復除雲南按察司僉事。当时刘瑾岁遣旗校觉察天下官罪过，用中因未贿赂，四年闰九月以罢软被勒令致仕。世宗继位，经吏部侍郎何孟春举荐，嘉靖三年（1524年）二月起升雲南按察司副使、整飭騰衝兵備。歲饑乞歸，卒年八十一，祀卿賢祠。墓在县南下龙桥。

## 家族
曾祖劉永清；祖父劉福壽；父劉朝海，壬子貢士。母羅氏；繼母陳氏。具慶下。弟執中。子劉悰，邑廪生。孫劉承諏，進士，官至廣東參政。劉承諫，廪生。劉承許，举人，官北直隶灵寿县知县。承諫子劉之龍，萬曆庚辰進士，官湖廣左布政使。曾孫劉之柱，萬曆丙辰進士，官廣東副使。